# Piotr Duksa
Piotr Duksa (ur. 5 sierpnia 1967 w Olsztynie) – polski duchowny katolicki, teolog, doktor habilitowany nauk teologicznych, profesor nadzwyczajny Uniwersytetu Warmińsko-Mazurskiego w Olsztynie, w latach 2008–2014 dziekan Wydziału Teologii UWM, specjalista w zakresie katechetyki.

## Życiorys
Odbył studia filozoficzno-teologiczne w Warmińskim Seminarium Duchownym „Hosianum” w Olsztynie. W 1994 przyjął święcenia kapłańskie z rąk abp. Edmunda Piszcza i został duchownym archidiecezji warmińskiej. Otrzymał tytuł magistra teologii. W 2000 uzyskał na Wydziale Teologicznym Akademii Teologii Katolickiej w Warszawie na podstawie napisanej pod kierunkiem Romana Murawskiego rozprawy pt. Metody pracy wychowawczej z młodzieżą w wybranych grupach kościelnych w świetle polskich publikacji katechetyczno-dydaktycznych i pastoralnych po Soborze Watykańskim II stopień naukowy doktora nauk teologicznych w zakresie katechetyki. W 2007 Rada Wydziału Teologicznego Uniwersytetu Opolskiego na podstawie dorobku naukowego oraz rozprawy pt. Strategie skuteczności szkolnego nauczania religii w Polsce. Studium pedagogicznoreligijne w wymiarze interdyscyplinarnym nadała mu stopień doktora habilitowanego nauk teologicznych w zakresie katechetyki.
Został profesorem nadzwyczajnym Wydziału Teologii UWM i jego dziekanem w latach 2008–2014.
W 2014 objął stanowisko proboszcza Parafia św. Andrzeja Boboli w Lidzbarku Warmińskim.